# Själevads tingslag
Själevads tingslag var ett tingslag i Västernorrlands län i nuvarande Örnsköldsviks kommun. 
Tingslagets verksamhet överfördes 1906 till Själevads och Arnäs domsagas tingslag. 
Tingslaget hörde från 1901 till Själevads och Arnäs domsaga, dessförinnan från 1811 till Norra Ångermanlands domsaga. 

## Socknar
- Björna
- Mo
- Själevad